# Rut Bryk
Linnea Rut Bryk, född 18 oktober 1916 i Stockholm, död 14 november 1999 i Helsingfors, var en finländsk keramiker, långvarigt knuten till porslinsfabriken Arabia. Hon räknas som en central gestalt inom Finlands moderna konstindustri. Hon var gift med en annan betydande formgivare, Tapio Wirkkala.

## Karriär
Rut Bryk föddes i Stockholm och tillbringade sin barndom i Karelen. Hon ville inledningsvis läsa till arkitekt men avråddes av sin familj som menade att detta yrke var olämpligt för en kvinna. Istället utbildade hon sig 1936–1939 till grafiker vid Centralskolan för konstflit i Helsingfors innan hon 1942 på inbjudan av Kurt Ekholm anställdes vid Arabias konstavdelning.
Hennes verksamhet som konstnär och formgivare kan tydligt delas in i två perioder. I hennes tidiga produktion finns figurativa avbildningar av människor och djur, utförda i glasyrmålning och skrapning på fajans, en teknik hon lärt sig av Birger Kaipiainen med vilken hon delade rum vid Arabia. Andra förekommande motiv är vardagens händelser och föremål, växter och fjärilar samt bibliska berättelser. Utmärkande för denna period i hennes skapande är en målerisk, naiv stil som visar likheter med Kaipiainens.
Bryks konstnärskap tog en ny vändning på 1970-talet då hon började arbeta med reliefer. Hon blev känd för sina abstrakta, skulpturliknande väggreliefer i keramik, uppbyggda av tusentals plattor. I hennes verk märks en medveten användning av färg samt det återkommande stadsmotivet.
Bland hennes inspirationskällor kan nämnas exotiska resor, exempelvis till Indien, samt verk av Henri Matisse och Victor Vasarely.
Hon var dessutom verksam inom andra designområden än keramik, såsom textil, inklusive kyrkotextilier, tryck och rya. För Vasa bomullsfabrik formgav hon på 1960-talet tygserien Seita, som anses vara en klassiker inom finsk textildesign. Från början av 1960-talet samarbetade hon även med maken Tapio Wirkkala på Rosenthal där hon skapade de dekorativa mönster som prydde hans porslinsföremål. För Pihlgren & Ritola ritade hon tapeter.
Hon avslutade sitt samarbete med Arabia 1991.

### Större verk
- 1960 – Dukat bord (finska: Katettu pöytä), Rosenthals fabrik i tyska Selb. Den 3 x 5 meter stora reliefen är Bryks första monumentalverk. Motivet är fabrikens produkter och en del av reliefen är uppbyggd av mängder av små geometriska kakelplattor – ett tidigt exempel på den teknik som skulle bli utmärkande för hennes konstnärskap.[10]
- 1962 – Spis (finska: Takka), Finlands Bank, Helsingfors.[10]
- 1967 – Åskmoln (finska: Ukkospilviä), M/S Finlandia.[10]
- 1971 – Getsemane, Sibbo begravningskapell.[10]
- 1975 – Staden i sol (finska: Kaupunki auringossa), Helsingfors stadshus. Reliefen föreställer en stiliserad kartbild över staden.[13]
- 1982 – Stad vid vatten (finska: Kaupunki veden äärellä), Volvos huvudkontor, Vanda.[10]
- 1984 – Vårens ankomst till Norden (finska: Kevään tulo pohjoiseen), Finlands ambassad i New Delhi. Reliefen är 23 kvadratmeter stor och inspirerad av Lappland.[8]
- 1991 – Isströmmen (finska: Jäävirta), finska presidentens tjänstebostad Talludden. Det är Bryks sista verk, och har formen av en skärm som avskiljer den offentliga delen av residenset från den privata.[8] Reliefen är 3,7 meter hög och över 30 kvadratmeter stor och består av sju paneler med var sitt tema med ett gemensamt motiv – vårens ankomst i den lappländska fjällvärlden. Verket tog tre år att färdigställa.[14]

### Utställningar och representation
Rut Bryk hade ett flertal utställningar i Helsingfors. Hon ställde även ut på Kunstnernes Hus i Oslo 1952, Smithsonian Institution i Washington, D.C. 1956 (tillsammans med maken), Malmö museum 1965, Amos Andersons konstmuseum 1986 och Rovaniemi konstmuseum 1987.
Hon är representerad på ett flertal museer både i Finland och utomlands, däribland Designmuseet i Helsingfors, Helsingfors konstmuseum, Sara Hildéns konstmuseum i Tammerfors, Röhsska museet[källa behövs] i Göteborg, Nationalmuseum i Stockholm, Amsterdams stadsmuseum och Victoria and Albert Museum i London.
Sedan 2003 förvaltas Tapio Wirkkalas och Rut Bryks konstnärliga arv av Stiftelsen Tapio Wirkkala Rut Bryk. Stiftelsen har deponerat över tvåtusen föremål i Esbo moderna konstmuseum. Ett urval av dessa ingår i museets permanenta utställning. År 2016, då Bryk skulle ha fyllt hundra år, anordnade museet jubileumsutställningen Rut Bryk / Den magiska lådan med konsthistorikern Harri Kalha som kurator och under beskydd av Finlands presidents maka Jenni Haukio. Utställningen omfattade inemot 200 verk samt fotografier och filmer om Bryks arbete.

## Familj
Rut Bryk var dotter till entomologen Felix Bryk och dennes första hustru Aino Mäkinen. År 1945 gifte hon sig med formgivaren Tapio Wirkkala. Makarna är begravda på Konstnärsbacken på Sandudds begravningsplats i Helsingfors. Deras son Sami Wirkkala är inredningsarkitekt och dotter Maaria Wirkkala konstnär.

## Priser och utmärkelser
- 1951 – grand prix på Milanotriennalen, för keramiska väggplattor[23]
- 1954 – hedersdiplom på Milanotriennalen, för reliefen Fågelvägg (finska: Lintumuuri)[23]
- 1962 – Pro Finlandia[10]
- 1972 – grand prix på keramikbiennalen i Vallauris, tillsammans med Annikki Hovisaari och Paul Envalds[11]
- 1974 – Finska statens konstindustripris[11]
- 1978 – Helsingfors stads medalj[9]
- 1980 – kommendör av Arts et Lettres-orden[10]
- 1982 – Finlands Vita Ros’ orden[9]
- 1987 – Finska kyrkans kulturpris[9]
- 1994 – hedersdoktor vid Helsingfors universitet[9]